# Марія Гольдер-Еггерова
Марія Гольдер-Еггерова (пол. Maria Holder-Eggerowa; нар. 1875, Кременчук — пом. 13 травня 1941, Коритниця) — польська суспільна діячка, депутат Сейму Другої Речі Посполитої.

## Життєпис

### Походження
Народилася в Україні. Її батьком був лісник Теодор Шретер, що походив із Верхньої Сілезії, а матір'ю була Людмила Барткевич родом із Малопольщі. У 17 років Марія Шретер одружилася з лісотехніком Теодором Гольдер-Еггером (1852—1929). У червні 1902 року разом зі своїм чоловіком Теодором стала власницею земельних угідь у селі Коритниця, що у Венгровському повіті, придбаних у Тимотеуша Луневського.

### Суспільна діяльність
1908 року, після раптової смерті єдиної дочки Олександри, включилася в суспільну і благодійну діяльність. Стала представницею Асоціації об'єднаних зем'янок. До 1914 року входила до опікунської та культурно-освітньої секції Опікунської ради Венгровського повіту. Її стараннями створено близько 20 «охронок» (прообразів дитсадків) у Королівстві Польському.
Під час Першої світової війни була головою повітового комітету польсько-американської допомоги дітям і головою комітету Червоного Хреста для Венгровського повіту. Очолювала секцію допомоги воякам. Була заступницею голови Комітету боротьби з торгівлею жінками та дітьми, членом головного комітету Червоного Хреста і віце-головою Національної ради жінок.

### Політична діяльність
1922 року польська Національна жіноча організація висунула її кандидатом у депутати парламенту. Обрана від виборчого округу Седльце у сейм першого скликання (1922—1927 рр.) вона була членом парламентської фракції Християнського союзу національної єдності. Як депутат брала участь у роботі комісії з соціального забезпечення, освітньої та бюджетної комісій. Виступала з питань бюджету Міністерства праці та соціального забезпечення, проектів закону про торгівлю людьми. Робила доповідь на тему конвенції з питань боротьби з торгівлею жінками та дітьми, покращення долі хворих і поранених солдатів.
Під час здійснення депутатських повноважень розгорнула лекційну роботу, присвячену питанням суспільним та місцевого самоврядування. 1924 року видала брошуру «Жінка і самоврядування». 5 березня 1928 р. була кандидатом у Сенат від Народно-національного союзу, та мандата не здобула. У тому ж році її було обрано до Головної ради Національної партії.
Після 1927 року продовжувала займатися громадською роботою. Долучилася до діяльності «Католицької акції». Після смерті чоловіка в 1929 році перебрала на себе управління земельною власністю в Коритниці. У 1930-х значну частину своїх угідь розпаювала. Після початку Другої світової війни залишалася в Коритниці.